# Louis Widmer
Louis Widmer SA is een in Schlieren (Zwitserland) gevestigd internationaal cosmeticabedrijf, dat dermatologische en huidverzorgingsproducten op de markt brengt. Anno 2013 stelt het ongeveer 250 mensen tewerk.
Het bedrijf werd in 1960 opgericht door Louis-Edouard Widmer en zijn zoon Louis-Max als Louis Widmer & Co in Uitikon nabij Zürich. Ze wilden verzorgingsproducten maken die de huid zo goed mogelijk verdraagt. Widmer levert producten voor alle huidtypes (droog, vet...), dermatologische shampoos, douchegel, producten tegen acne,  zonnebrandcrèmes enzovoort. De productie gebeurt in Schlieren volgens de kwaliteitsnormen uit de farmaceutische nijverheid. Het bedrijf gaat er prat op nooit proeven op dieren te hebben uitgevoerd.
In 1969 opende Louis Widmer het eerste buitenlandse filiaal, in Oostenrijk. Later volgden filialen in Finland, Duitsland, België/Luxemburg en Nederland. Het zijn alle dochtermaatschappijen van Louis Widmer Holding AG. De producten van Louis Widmer worden nog in 15 andere landen verdeeld. 
Louis-Max Widmer kreeg in 2003 de door Ernst & Young gesponsorde onderscheiding "Entrepreneur of the Year" in Zwitserland.
Het Zwitserse model en latere kunstfotografe Patricia Faessler was in de jaren 1990 het gezicht van de publiciteit van Louis Widmer.